# Fortuné d'Andigné
Pour les autres membres de la famille, voir Famille d'Andigné.
Pierre-Marie-Fortuné d'Andigné  dit « marquis d’Andigné », est un homme politique français né le 11 décembre 1868 à Paris 7e et décédé le 28 août 1935 à Craon, en Mayenne. Il est un membre de la famille d'Andigné.

## Biographie
Fils de l'ancien parlementaire Henri d'Andigné, « marquis d'Andigné » et de Marie de Barbentane, il fait ses études au collège de Combrée puis est élève à l'école de cavalerie de Saumur, devenant lieutenant au 1er cuirassier en 1893. Démissionnaire, il est élu en 1901 conseiller municipal du Quartier de la Muette à Paris, mandat qu'il conservera jusqu'à son décès.
Il reprend son service en 1914 en tant que capitaine, à l'occasion de la Première Guerre mondiale. Blessé à Saint-Quentin, il est fait prisonnier par les Allemands et interné à Crefeld. Il s'en évade et rejoint de nouveau les rangs de l'armée française. Il termine la guerre avec le grade de lieutenant-colonel
Vice-président de la Commission du Vieux Paris, il s'intéresse à la préservation de la capitale et au développement de ses musées, plus particulièrement les musées Carnavalet, Galliera et le Petit Palais. Il préside le conseil municipal de Paris en 1929.
Le décès, en 1932, de son cousin Geoffroy d'Andigné libère le siège de député de Segré, berceau de la famille d'Andigné. Il s'y porte candidat la même année sous les couleurs de la conservatrice Fédération républicaine et est élu au premier tour de scrutin.
Député très actif, il intervient sur toute sorte de questions, telles que les baux agricoles, le mode d'élection des conseillers municipaux de Paris, l'encouragement à l'inscription dans les établissements d'enseignement privés, l'utilisation de bandages pneumatiques pour les véhicules automobiles, le statut des artistes et intellectuels chômeurs, le budget des beaux-arts, la fixation des prix du blé, la prolongation du service militaire, la lutte contre la fraude au concours d'internat. Président de la Fédération républicaine de France, il prend part aux évènements du 6 février 1934 à la tête des anciens combattants.
Parallèlement à ses activités politiques, il publie des articles dans L'Écho de Paris et collabore à la Revue des deux Mondes. Écrivain, il publie quatre livres : De Passy à Auteuil, Mon Vieux Paris, Les Musées de Paris et La vie aventureuse du général d'Andigné. Passionné d'équitation et de chevaux, il fait partie de la Société hippique française, et développe l'hippodrome de La Touche|hippodrome de Craon.
Il meurt après trois ans de mandat le 29 août 1935, au château de Craon, en Mayenne. Il eut deux enfants : Léon et Charles.

## Distinctions
- Commandeur de la Légion d'honneur (4 juin 1931)[3]
- Croix de guerre 1914–1918
- Grand-croix de l'ordre du Nichan Iftikhar

## Hommage
- Rue d'Andigné (16e arrondissement de Paris)